# Biserica Sfinții Voievozi din Ipotești

Biserica "Sf. Voievozi" din Ipotești.

Biserica "Sfinții Voievozi" din Ipotești este un lăcaș de cult ortodox construit între anii 1929-1939 în satul Ipotești din comuna Mihai Eminescu (județul Botoșani). Ea se află în curtea complexului memorial Mihai Eminescu din Ipotești.
Biserica "Sf. Voievozi" din Ipotești nu a fost inclusă pe Lista monumentelor istorice din județul Botoșani din anul 2004, dar mormintele familiei Eminescu din dreptul altarului se află pe această listă la numărul 513, având codul de clasificare BT-IV-m-B-02047.02. 

## Istoric
La 30 iulie 1847, căminarul Gheorghe Eminovici (1812-1884), tatăl poetului Mihai Eminescu, a cumpărat pentru suma de 4.000 de galbeni, două cincimi din moșia Ipotești de la Eufrosina Petrino, moșie cu 330 de fălci de pământ.  La intersecția a două drumuri din centrul satului, Gheorghe Eminovici a construit o casă nouă din vălătuci și cărămidă, în locul unei case mai vechi și dărăpănate. În jurul casei se afla o curte destul de mare, o livadă, bisericuța familiei, o fântână, grajduri pentru animale, hambare pentru cereale și alte anexe gospodărești. 
În anul 1847, soția căminarului, Raluca (Iurașcu) Eminovici (1816-1876) a cumpărat mica bisericuță de lemn din cătunul Ipotești, cu 250 de galbeni, de la boierul Theodor Murguleț. Acest lucru este menționat într-o scrisoare din 14 aprilie 1909 a lui Matei Eminovici către Corneliu Botez ("Biserica din Ipotești era proprietatea mamei, o cumpărase mama cu 250 de galbeni de la un anume Murguleț.").  Bisericuța a devenit astfel lăcaș de rugăciune al familiei, ea continuând să fie folosită ca biserică a satului Ipotești și după cumpărare, salariul preotului fiind plătit de tatăl poetului, Gheorghe Eminovici, care deținea moșia din Ipotești. 
Familia Eminovici a stăpânit moșia Ipotești până în anul 1878, când a fost vândută din cauza datoriilor.  În spatele bisericuței de lemn, lângă altar, au fost înmormântați patru dintre Eminovicești: Gheorghe (1812-1884) și Raluca (1816-1876) - părinții poetului, Nicu (1843-1884) și Iorgu (1844-1873) - doi dintre frații poetului.
În anul 1928, scriitorul Cezar Petrescu și istoricul Nicolae Iorga au inițiat o subscripție publică pentru construirea unei biserici noi în Ipotești. Lângă bisericuța familiei Eminovici a fost ridicată o noua biserică. Piatra de temelie a fost pusă la 28 iunie 1929. Primăriilor din localitățile apropiate (Bălușeni, Poiana, Trușești, Todireni, Bucecea) li s-au solicitat bani pentru construirea bisericii. Țăranii din sat au cărat pietre de râu cu carul cu boi. 
Lăcașul de cult a fost sfințit la 15 iunie 1939, cu prilejul aniversării a 50 de ani de la moartea poetului Mihai Eminescu, de către mitropolitul Irineu Mihălcescu al Moldovei.  Cu acest prilej, Nicolae Iorga a plantat un brad argintiu în fața bisericii. 
În 1944, biserica a fost vandalizată de armatele sovietice care au ocupat România. Soldații sovietici au tras cu pistoalele în pieptul Regelui Carol al II-lea (din tabloul pictat pe pereții bisericii), precum și în candela din fața altarului. 
În anul 2008, preotul paroh afirma că biserica are nevoie de restaurare, pereții săi fiind crăpați foarte rău într-o parte din cauza alunecărilor de teren. De asemenea, pictura începea să se degradeze. 

## Arhitectura bisericii
Biserica "Sf. Voievozi" din Ipotești este construită în stil moldovenesc din piatră adusă de la Burdujeni și cărămidă aparentă de la Ciurea, fiind acoperită cu țiglă. 
Sub cornișă, edificiul este înconjurat de o friză în care se repetă trei însemne heraldice: stema județului Botoșani - coasa, a Moldovei - capul de bour, și a Regatului României. Mobilierul de lemn (catapeteasma, strana arhierească, 14 strane obișnuite, două iconostase, două analoghii și balustrada de la loja corului) a fost confecționat de sculptorul danez Peer Merloe la Mănăstirea Văratec. 
Pereții interiori ai bisericii au fost pictați de Petre Remus Troteanu (1885-1957). Iconografia lăcașului de cult este considerată unicat în lume pentru că, în semn de doliu etern pentru moartea poetului Mihai Eminescu, ctitorii au hotărât ca sfinții pictați să poarte aureole negre, în locul celor aurii. O altă ciudățenie este considerată o frescă în care apare un diavol alb care ispitește, ținând în mână o coală de hârtie, un bărbat matur, cu barbă, îmbrăcat în haine monahale, care strânge la piept o carte. 
Poetul este pictat pe peretele din stânga, în mărime aproape naturală, înfățișat în postura unui tânăr de douăzeci de ani, iar în dreapta, este reprezentat Regele Carol al II-lea. Sfântul Arhanghel Mihail are chipul lui Mihai Eminescu.  

## Imagini

Biserica văzută dinspre vest
Biserica "Sf. Voievozi" şi bisericuţa de lemn
Latura vestică
Biserica văzută dinspre sud
Latura sudică
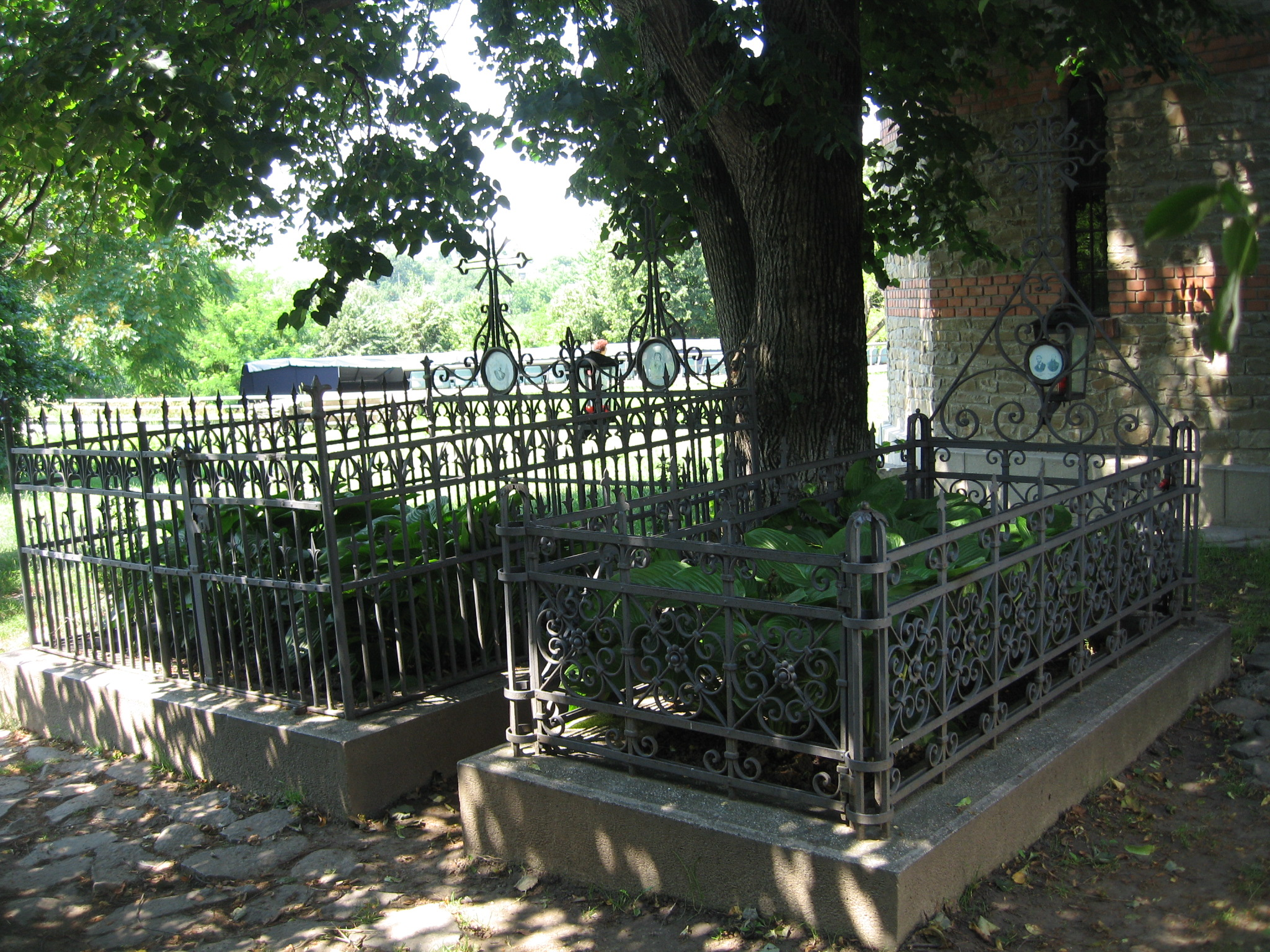
Mormintele familiei Eminovici
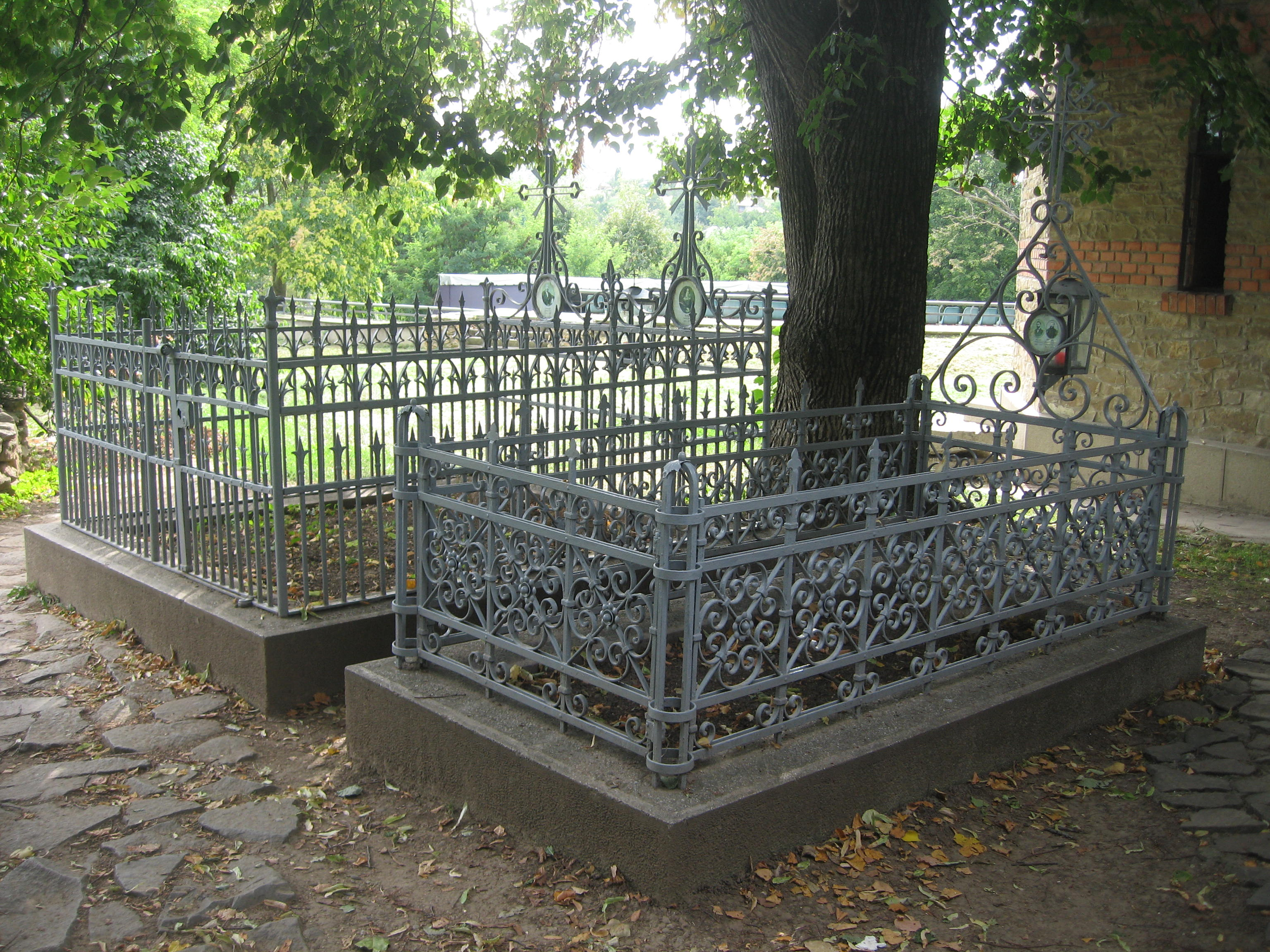
Mormintele familiei Eminovici